# Parathalestris cambriensis
Parathalestris cambriensis är en kräftdjursart som beskrevs av Wells 1964. Parathalestris cambriensis ingår i släktet Parathalestris och familjen Thalestridae. Inga underarter finns listade i Catalogue of Life.